# 东南区 (华盛顿哥伦比亚特区)
东南区（英語：Southeast）指美国首都华盛顿哥伦比亚特区的东南部，位于东国会街（East Capitol Street）以南，南国会街（South Capitol Street）以东。该区包括国会山等若干社区。该区被安那考斯迪亚河分为两部分，河以西的部分称为“近东南”（Near Southeast）。